# Gaetano Vestris
Gaetano Appollonio Baldassare Vestris (Firenze, 18 aprile 1729 – Parigi, 23 settembre 1808) fu un ballerino e coreografo francese, italiano di nascita, figlio e allievo di Tommaso Marino Ippolito Vestri.

## Biografia
Nato da una famiglia d'arte originaria di Firenze (suo fratello era il ballerino, poi attore Angiolo Vestris e sua sorella la danzatrice Teresa Vestris), studiò danza a Parigi all'Académie Royale de Musique et de Dance, dove ebbe come insegnante Louis Dupré. Il suo esordio sulle scene avvenne a vent'anni. Fu soprannominato "il dio della danza": il suo talento lo impose come grande ballerino, e arrivò anche a dar lezioni di danza ai più importanti nobili del secolo che si cimentavano in tale arte. Da una relazione con la danzatrice Marie Allard, nel 1760 ebbe un figlio, Auguste Vestris (soprannominato Vestr'Allard), destinato a succedergli e a superarlo nelle glorie del palcoscenico. 
Intorno al 1763 fu al fianco di Jean-Georges Noverre a Stoccarda. Fu maître de ballet a Parigi e a Londra, e lasciò le scene nel 1782. In tarda età si unì in matrimonio con la danzatrice tedesca Anna Heinel, che morì alcuni mesi prima di lui.